# دانيش صديقي
دانيش صديقي (1980 - 16 يوليو 2021)، هو مصور صحفي هندي مقيم في مومباي. حصل على جائزة بوليتزر كجزء من طاقم التصوير في رويترز.
قُتل أثناء تغطية القتال بين القوات الأفغانية وطالبان في سبين بولداك، قندهار في 16 يوليو 2021.